# La Vie devant nous (série télévisée)
Cet article concerne la série télévisée française. Pour film français homonyme sorti en 2010, voir La Vie devant nous (film).
La Vie devant nous est une série télévisée française en 52 épisodes de 52 minutes, créée par Valérie Tolédano et Stéphane Keller et dont les épisodes ont été diffusés à partir du 6 juillet 2002 sur TF1. La série est rediffusée en intégralité à partir du 16 septembre 2002 sur TF6 pendant 9 ans. Après une nouvelle diffusion sur TF1 entre le 4 janvier 2006 et le 23 février 2006, puis à partir de septembre 2010 sur NT1, elle revient le 2 septembre 2013 sur June. 
Elle est disponible en intégralité sur les plateformes MYTF1 et Amazon Prime Vidéo.

## Synopsis
Six amis inséparables vivent à Paris et se préparent à passer le baccalauréat au lycée Ronsard. Les malentendus, les passions, les ruptures et les jalousies n’altèrent en rien leur amitié. Ensemble, ils partagent les rires et les larmes mais n’ont qu’un objectif : croquer la vie à pleines dents.

## Distribution

### Personnages principaux
- Gianni Giardinelli : Stanislas « Stan » de Courbel
- Marie Mouté : Alizé Guillaume (épisodes 3-52)
- Louise Monot : Marine Lavor (épisodes 1-11, 21-23)
- Samuel Perche : Constant de Courbel
- Camille de Pazzis : Inés Guérin
- Guillaume Delorme : Barthélémy « Barth » Berger
- Xavier Lafitte : Gaël Venturi
- Élodie Yung : Jade Perrin
- Nicolas Berger-Vachon : Bertrand Rousseau
- Xavier Laurent : Mathias Granier
- Gaëlle Segard : Ève

### Personnages secondaires

#### Les familles
- Edgar Givry : M. Louis de Courbel
- Sophie Michaud : Mme Anne-Marie de Courbel

- Élizabeth Bourgine : Mme Jeanne Lavor
- Denise Rolland : la grand-mère de Marine

- Daniel Russo : M. André Guérin
- Annabelle Février : Mme Élise Guérin

- Myriem Roussel : Mme Marie Berger
- Roger Miremont : M. Paul Berger

- Louise Szpindel : Chloé Guillaume (la sœur)
- Marco Bisson : M. Marco Guillaume
- Diane Stolojan : Mme Guillaume
- Sylvie Flepp : Claudia (la tante)

- Bernard Bétrémieux : M. Venturi
- Françoise Lépine : Mme Venturi

- Nicolas Navazo : M. Hervé Perrin
- Micaëlle Mee-Sook : Mme Venjhi Perrin

- Hubert Saint-Macary : le père de Bertrand
- Nathalie Moncorger : Lucie (la voisine)

- Thierry Ragueneau : M. Henri Granier
- Catherine Cyler : Mme Caroline Granier

#### L'administration
- Stéphane Boucher : M. Gérard Moreau (CPE, le « censeur »)
- Nathalie Krebs : Mme Lozin (première proviseure)
- Caroline Berg : Mme Lavalette (seconde proviseure)
- Alain Astresse : Jean-Louis (le pion)

#### Les enseignants
- Chad Chenouga : M. Salmi, prof de français
- Mathilde Vitry : Solange Fabiani, prof de maths
- Thierry Pietra : le prof de sport
- Patricia Charbonnier : la prof d'histoire-géo
- Éric Nonn : David, prof d'anglais
- Candice Hugo : Mlle Merlin, prof de français
- Magali Berdy : Mlle Lambert, prof de philo

### Personnages récurrents
- Marine Danaux : Adèle
- Valentina Sauca : Laura
- Louise Derkaoui : Nadia Zem
- Delphine Chanéac : Alexia/Pauline/Aurélie
- Laurette Fugain : Alice Condroyer
- Églantine Rembauville : Lola Cipriani
- Dany Isembert : Édouard "Doudou" (le serveur)
- Éric Boucher : le psy de Barthe
- Alice Taglioni : Irène Walter
- Zoé Nonn : Juliette
- Julie de Bona : Éloïse
- Rudi Rosenberg : Damien
- Aurélie Matéo : la secrétaire[1].

## Fiche technique
- Production : Adélaïde Productions, avec la participation de TF1
  - Producteur exécutif : Hugues Nonn
  - Producteur : Marc Chayette
- Concept original de la série : Marc Chayette
- Arches narratives de la série : Stéphane Keller

## Épisodes
1. Les rebelles
2. Marine
3. Stan babysitter
4. Harcèlement
5. L'adoption
6. Le producteur
7. Comme un grand
8. La poudre aux yeux
9. Bac blanc
10. Confusions
11. Le retour
12. Voyance
13. Meilleurs vœux
14. Le film
15. Concours de circonstance
16. Saint Valentin
17. Le fait accompli
18. Place Blanche
19. Le bulletin
20. Liaison interdite
21. Un jeu cruel
22. Partir, revenir
23. Usurpation d'identité
24. La maladie de Barthe
25. Rien ne sert de courir
26. Vérités ou mensonges
27. Sous-location
28. Pour le meilleur et pour le pire
29. Arrestation
30. La vie continue
31. Tout un roman
32. La journée de la femme
33. Dérapage
34. Révolte
35. Machination
36. Révisions
37. Une semaine mouvementée
38. L'épreuve de français
39. La rentrée
40. Échec et mat
41. Duelles
42. Le mal par le mal
43. Crise d'identité
44. Au pied du mur
45. La censure
46. Un homme de cœur
47. L'arnaque
48. Tel père, tel fils
49. Star système
50. Ma mère
51. Trahison
52. Les lauréats

## Commentaires
La série a été déprogrammée sur TF1 après seulement neuf épisodes puisque le public n'était pas au rendez-vous. Les quatre épisodes que la chaîne avait décidé de diffuser le samedi à 18h55 en juillet 2002 ont attiré moins de 2 millions de téléspectateurs, un score insuffisant pour TF1 qui avait beaucoup misé sur cette nouvelle série. Ainsi, les cinq épisodes suivants ont été relégués à 17h50 en août 2002, avant que la série ne soit totalement supprimée de la grille. Saluée par la critique, la série a ensuite connu un véritable succès lors de ses nombreuses rediffusions sur TF6 à partir de 2003, puis de nouveau sur TF1 en 2006. La chaîne privée a donc décidé de lancer le tournage d'une seconde saison en mai 2007.

### Anecdotes
- TF1 n'a jamais diffusé les sept premiers épisodes de la série. Lors des deux diffusions sur son antenne, la chaîne a préféré commencer par le 8e épisode, intitulé La Poudre aux yeux.
- Il existe cinq génériques de début différents pour la série.
- Deux épisodes ne se concluent pas avec le générique traditionnel des Stereophonics. Il s'agit du 5e épisode, intitulé L'Adoption, et du 6e épisode, intitulé Le Producteur, qui se terminent par des musiques originales composées par Alexandre Châtin, Nicolas Beauvais et Manuel Moutier.
- Alice Taglioni a joué dans deux épisodes de la série. Il s'agit du 10e épisode, intitulé Confusions, et du 12e épisode, intitulé Voyance.
- Laurette Fugain a joué dans quatre épisodes de la série. Il s'agit du 9e épisode, intitulé Bac blanc, du 12e épisode, intitulé Voyance, du 13e épisode, intitulé Meilleurs vœux, et du 14e épisode, intitulé Le film.
- À partir du 27e épisode de la série, intitulé Sous-location, les épisodes ne commencent plus avec les arches narratives, qui permettent de résumer les intrigues précédentes en quelques secondes.
- Cartman, qui deviendra le complice de Cauet, fait une courte apparition dans le 46e épisode de la série, intitulé Un homme de cœur.
- Patrick Grandperret, qui a réalisé six épisodes de la saison 1, apparaît sous le pseudonyme d'Yvan David dans le générique.
- Nicolas Mercier, qui a écrit le scénario de trois épisodes de la saison 1, est également le créateur de la série Clara Sheller, diffusée sur France 2.
- Les comédiens Gianni Giardinelli, Samuel Perche et Guillaume Delorme ont travaillé avec le sociologue du cinéma Emmanuel Ethis autour d'un livre sur la sociologie du jeune comédien[réf. nécessaire]
- Olivia Del Rio star du X apparait dans l'épisode no 27 Sous Location.

### Série dérivée
Le spin-off de la série, intitulé La vie est à nous, a été diffusé entre le 3 janvier 2009 et le 13 juin 2009 sur TF1.

## Produits dérivés

### DVD
La série est disponible en DVD, sous la forme de quatre coffrets :
- Le premier coffret DVD est sorti le 16 mai 2008 et contient les épisodes 1 à 13.
- Le deuxième coffret DVD est sorti le 15 janvier 2009 et contient les épisodes 14 à 26.
- Le troisième coffret DVD est sorti le 22 juin 2009 et contient les épisodes 27 à 39.
- Le quatrième coffret DVD est sorti le 18 septembre 2009 et contient les épisodes 40 à 52.